# Sylvie Laville
Sylvie Laville est une athlète française, née à Boulogne-Billancourt le 26 octobre 1959, adepte de la course d'ultrafond, championne de France des 100 km en 1995.

## Biographie
Sylvie Laville est championne de France des 100 km de Cléder en 1995,.

## Records personnels
- Marathon : 2 h 36 min 50 s au marathon d'Orléans en 1990[3]
- 100 km route : 7 h 58 min 46 s aux championnats de France des 100 km de Cléder en 1995[4]